# Kryšpínovo značení lokomotiv
Kryšpínovo značení lokomotiv byl číselný systém označování lokomotiv, vlečných tendrů a jiných hnacích vozidel užívaný v Československu v letech 1923–1987.

## Historie
Zpočátku se v 19. století používala ke značení lokomotiv jména, posléze zaváděly jednotlivé železniční společnosti různé vlastní číselné systémy. V Československu navrhl krátce po první světové válce jednotný systém označování šéfkonstruktér lokomotivního oddělení První českomoravské továrny na stroje v Praze Vojtěch Kryšpín. Roku 1920 představil návrh číselného systému, který vychází z technických parametrů vozidel. Kryšpínův způsob značení byl po různých debatách zaveden výnosem československého ministerstva železnic ze září 1923. Definitivní podobu získal v roce 1925, kdy byly do systému přidány i úzkorozchodné lokomotivy a motorové vozy. Později byly už jen doplněny písmenné zkratky pro další trakce. V roce 1925 byly Kryšpínovým systémem označeny všechny lokomotivy Československých státních drah a dokonce i lokomotivy některých zbývajících soukromých drah. Kryšpínovo značení bylo používáno do 31. prosince 1987, neboť od 1. ledna 1988 bylo nahrazeno novým systémem dle UIC.
Ke konci své platnosti přestával Kryšpínův systém značení pro nové lokomotivní řady vyhovovat. Většina z nich měla díky vyšším rychlostem, povolenému zatížení a převážně čtyřnápravové konstrukci kód 499.

## Systém značení hnacích vozidel
Označení se skládá z písmenné zkratky trakce, trojmístného kódu hnacího vozidla (u úzkorozchodných vozidel pouze dvojmístného) a tří- nebo čtyřmístného menšího rozlišovacího čísla.
Písmena na začátku:
- bez písmene – parní lokomotiva
- T – motorová lokomotiva (se spalovacím motorem)
- M – motorový vůz/jednotka (zpočátku i parní a elektrický vůz)
- E – elektrická stejnosměrná lokomotiva (zpočátku elektrická lokomotiva obecně)
- S – elektrická střídavá lokomotiva
- ES – elektrická dvousystémová lokomotiva
- EM – elektrický stejnosměrný vůz/jednotka
- SM – elektrický střídavý vůz/jednotka
- N – nemotorový vůz (součást jednotky)
- Ř nebo R – řídicí vůz (součást jednotky)[4]
- U – úzkorozchodná parní lokomotiva; pokud U následuje za jiným písmenem, je to úzkorozchodná verze dané trakce (např. TU či EMU)
- TL – turbínová lokomotiva
- A – akumulátorová lokomotiva (dříve se i pro tyto lokomotivy používalo písmeno E)
- TA – hybridní lokomotiva (tj. dieselová a akumulátorová)

Velké číslice:
- První číslice označuje počet hnacích náprav. (Parní lokomotiva na vedlejším obrázku má 4 hnací nápravy, motorová rovněž 4 hnací nápravy.)
- Druhá číslice označuje maximální rychlost. Rychlost v km/h se vypočte přičtením čísla 3 a poté vynásobením číslem 10. (Parní lokomotiva na vedlejším obrázku má maximální rychlost 60 km/h, motorová 90 km/h.)
  - Maximální rychlosti více než 120 km/h se v označení nerozlišovaly, značeny byly nejvyšší možnou číslicí 9.
  - U úzkorozchodných vozidel je číslice označující rychlost vypuštěna, protože na takových tratích byla obvykle omezena rychlost nanejvýš na 40 km/h.
- Třetí číslice označuje hmotnost na nápravu. Hmotnost na nápravu v tunách se vypočte přičtení čísla 10. (Parní lokomotiva na vedlejším obrázku má nápravový tlak 14 t, motorová 16 t.)
  - U úzkorozchodných vozidel udává druhá číslice přímo hmotnost na nápravu v tunách.

Malé číslice:
- První číslice označuje konstrukční skupinu (typ) vozidla. Písmena a číslice až po tuto číslici včetně označují lokomotivní řadu daného vozidla.
- Zbylé dvě nebo tři číslice tvoří inventární číslo vozidla v dané konstrukční skupině.

Příklady:

498.022 – parní lokomotiva se čtyřmi hnacími nápravami, maximální rychlostí 120 km/h (či více) a hmotností na nápravu 18 tun. Je to rychlíková lokomotiva přezdívaná albatros, dvacátá druhá z první konstrukční skupiny v této řadě. Význam číslic:
4 - -.- - -  : 4 hnací nápravy
- 9 -.- - -  : maximální rychlost (9+3)×10 = 120 km/h (či více)
- - 8.- - -  : hmotnost na nápravu 8+10 = 18 t
- - - .0 - - : první konstrukční skupina v této řadě
- - - .- 22 :  22. lokomotiva této konstrukční skupiny
U 37.002 – parní úzkorozchodná lokomotiva se třemi hnacími nápravami a hmotností na nápravu 7 tun. Je to lokomotiva pro úzkorozchodné tratě, druhá z první konstrukční skupiny v této řadě. Význam číslic:
3 -.- - -  : 3 hnací nápravy
- 7.- - -  : hmotnost na nápravu 7 t
- - .0 - - : první konstrukční skupina v této řadě
- - .- 02 :  2. lokomotiva této konstrukční skupiny

## Systém značení vlečných tendrů parních lokomotiv

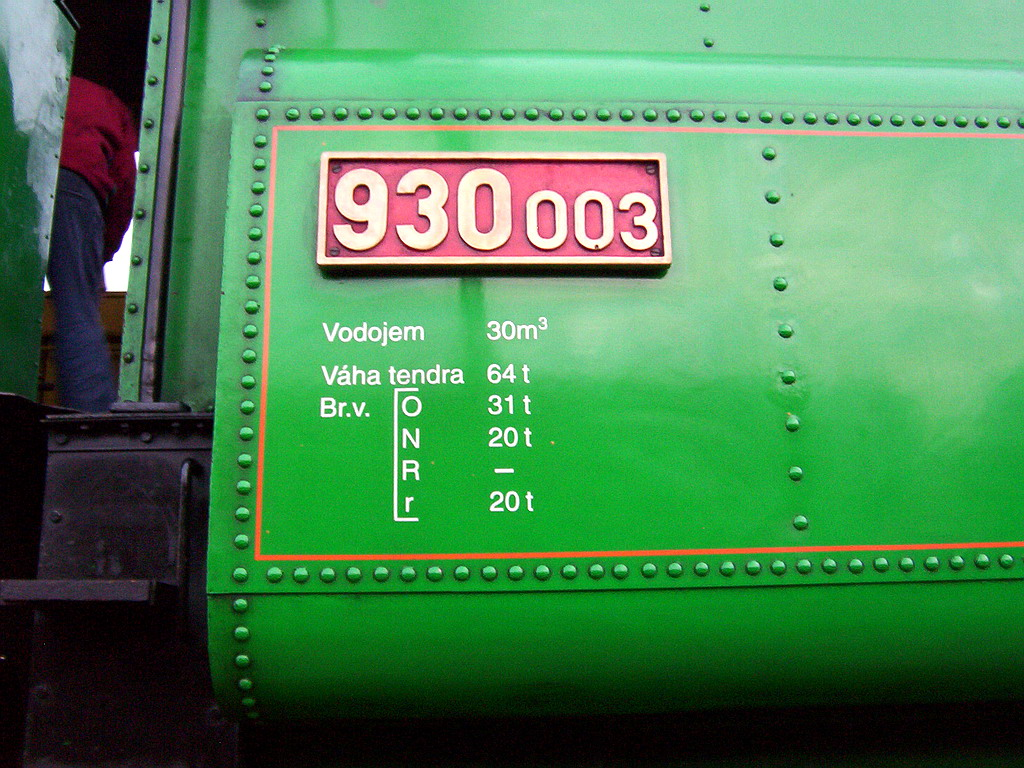
Tabulka s označením tendru 930.003

Vlečné tendry parních lokomotiv měly svůj vlastní obdobný systém označování.
- První velká číslice označuje objem prostoru pro uhlí (uhláku). Objem v m³ se vypočte přičtením čísla 3. (Tendr na vedlejším obrázku má prostor pro uhlí o objemu 12 m³ nebo více.)
  - Objemy větší než 12 m³ se v označení nerozlišovaly, značeny byly nejvyšší možnou číslicí 9.
- Druhá a třetí velká číslice označuje objem vodní nádrže v m³. (Tendr na vedlejším obrázku má vodní nádrž o objemu 30 m³.)
- První malá číslice značí konstrukční skupinu (typ) tendru.
- Zbývající malé číslice tvoří inventární číslo tendru v dané konstrukční skupině.

Příklad:

935.1102 – tendr parní lokomotivy s uhlákem objemu 12 m³ (či více) a vodní nádrží objemu 35 m³. Sto druhý tendr z druhé konstrukční skupiny v této řadě. Význam číslic:
9 - -.- - - -  : objem uhláku 9+3 = 12 m³ (či více)
- 35.- - - -  : objem vodní nádrže 35 m³
- - - .1 - - - : druhá konstrukční skupina v této řadě
- - - .- 102 :  102. tendr této konstrukční skupiny